# Reiner Arlt
Reiner Arlt (* 20. Januar 1928 in Duisburg; † 7. April 1997 in Potsdam-Babelsberg) war ein deutscher Agrarrechtswissenschaftler, Hochschullehrer und Politiker der Sozialistischen Einheitspartei Deutschlands (SED) in der Deutschen Demokratischen Republik (DDR). Er war Rektor der Akademie für Staats- und Rechtswissenschaft der DDR und von 1963 bis 1971 Abgeordneter der Volkskammer.

## Leben
Nach dem Abitur studierte Arlt, Sohn eines Maschinensetzers, von 1946 bis 1949 Rechtswissenschaft an der Humboldt-Universität Berlin und wurde danach Aspirant für Zivilrecht an der Karl-Marx-Universität Leipzig. 1945 trat Arlt in die KPD ein und wurde nach der Zwangsvereinigung von SPD und KPD 1946 SED-Mitglied. 1951/52 wurde er beauftragter Dozent für Zivilrecht an der Martin-Luther-Universität in Halle (Saale). 1952 wurde er mit einer Arbeit zum „genossenschaftlichen Eigentum und bürgerlichen Genossenschaftsrecht“ promoviert. Von 1952 bis 1956 war Arlt Aspirant für „Kolchos- und Bodenrecht“ an der Universität Leningrad und wurde dort ein weiteres Mal promoviert.
1956/57 war Arlt Abteilungsleiter für Zivilrecht an der Deutschen Akademie für Staats- und Rechtswissenschaften in Potsdam und zugleich Professor mit Lehrauftrag für „LPG- und Zivilrecht“ an der Humboldt-Universität Berlin. Von 1958 bis 1962 war Arlt Chefredakteur der Fachzeitschrift Staat und Recht und 1961/62 Dozent für Zivilrecht an der Martin-Luther-Universität Halle. Von 1962 bis 1965 war er Mitglied des Bezirksvorstandes Potsdam der Gewerkschaft Wissenschaft.
Von 1963 bis 1971 war Arlt Abgeordneter der Volkskammer. Von 1959 bis 1966 war er Prorektor an der Deutschen Akademie für Staats- und Rechtswissenschaften in Potsdam und Leiter der Abteilung „LPG- und Bodenrecht“, seit 1966 Rektor. 1964 wurde Artl habilitiert. Ab 1969 war er zusätzlich Vorsitzender des Rats für staats- und rechtswissenschaftliche Forschung. Von 1972 bis zur Abwicklung der Akademie 1990 war Arlt ordentlicher Professor und hatte den Lehrstuhl für Agrarrecht inne.
Ende 1989 trat Arlt aus der SED aus und setzte sich in der Öffentlichkeit für die Erhaltung der genossenschaftlichen Bodennutzung in den neuen Ländern ein. Er ging 1993 in Rente und verstarb 1997.

## Auszeichnungen
- Verdienstmedaille der DDR
- 1968 Vaterländischer Verdienstorden in Bronze[1]

## Publikationen
- Reiner Arlt: Das Wesen des genossenschaftlichen Eigentums und der Genossenschaften im Kapitalismus und seine Widerspiegelung im Genossenschaftsrecht. Berlin 1952.
- Reiner Arlt: Agrarrechtsverhältnisse in West- und Ostdeutschland. Berlin 1957.
- Reiner Arlt: Grundriss des Bodenrechts. Berlin 1959.
- Reiner Arlt: Grundriss des LPG-Rechts. Berlin 1959.
- Reiner Arlt: Rechte und Pflichten der Genossenschaftsbauern. Berlin 1965.
- Reiner Arlt: Theoretische Grundfragen des LPG- und Agrarrechts. Berlin 1988.